# Félix Cipriano Coronel Zegarra
Félix Cipriano Coronel Zegarra y Castro (*Piura, 7 de enero de 1846 - †Lima, 3 de abril de 1897), fue un jurista, diplomático e historiador peruano.

## Formación
Hijo del político y diplomático Cipriano Coronel Zegarra y Amalia Castro y Cortés. Inició sus estudios en el Convictorio de San Carlos; trasladado a Santiago de Chile, prosiguió su instrucción en el colegio dirigido por Andrés Bello (1855-1857) y pasó luego a los EE. UU., donde completó su educación en el Georgetown College (1859-1861), bajo la dirección de sacerdotes jesuitas, optando el grado de Master in Arts (3 de julio de 1864).

## Vida universitaria
De regreso al Perú, fue incorporado a la redacción del diario El Comercio (1864) y al mismo tiempo, completó sus estudios de Jurisprudencia en la Universidad de San Marcos (1864-1867). Participó en el Combate del Callao, siendo reconocido benemérito a la Patria en grado heroico.
Promovió la formación de la Sociedad Amigos de las Letras (1868), de la cual derivaron el Club Literario y el siguiente Ateneo de Lima. Obtuvo el grado de Bachiller en Jurisprudencia (2 de abril de 1868) con una tesis en la cual abordó el Examen científico de los ejércitos permanentes; y los de Licenciado y Doctor (mayo de 1868), en cumplimiento de las disposiciones reglamentarias. Fue nombrado profesor de Literatura Antigua y Extranjera en la Facultad de Letras de la Universidad de San Marcos (11 de abril de 1868), pero tuvo que apartarse de la docencia al año siguiente al formar parte de la legación peruana en Chile.

## Carrera diplomática
Partió de Lima, nombrado secretario de segunda clase el 25 de noviembre de 1869. En el ejercicio de sus funciones fue promovido a encargado de negocios, el 12 de julio de 1875, a la muerte del embajador Ignacio Noboa. Durante su gestión, le tocó tratar ante la cancillería chilena la captura del Huáscar, sublevado en el Callao a favor de Nicolás de Pierola, pero las protestas suscitadas por ello determinaron una rectificación del gobierno peruano, y Coronel Zegarra optó por renunciar.

## Labor política
De vuelta en Lima, se consagró al foro, especialmente en asuntos mercantiles y cultivó la investigación histórica. Colaboró en la Revista Peruana (1879) y se trasladó a Piura para cumplir las funciones de conjuez entre 1880 y 1883, durante la Guerra del Pacífico. Nuevamente en Lima, fue fiscal adjunto de la Corte Suprema (1884-1885), fue además agregado a la Comisión Consultiva de Relaciones Exteriores (28 de junio de 1886) y encargado de estudiar las reformas del Código de Comercio (19 de noviembre de 1886).
El presidente Andrés Avelino Cáceres lo nombró el 22 de noviembre de 1886, Ministro de Justicia, Culto e Instrucción y posteriormente pasó a ser ministro plenipotenciario en EE. UU., entre 1889 y 1891, representando al Perú en la I Conferencia Internacional Americana, que lo eligió como su primer vicepresidente. Asumió nuevamente la cartera ministerial de Justicia, esta vez durante el gobierno de Remigio Morales Bermúdez (3 de marzo de 1893), y luego fue senador por Apurímac.

## Obras
Miembro correspondiente de la Real Academia Española (1887), y uno de los fundadores de la Sociedad Geográfica de Lima (1888). Publicó:
- La educación popular en el Perú (1872).
- Condición jurídica de los extranjeros en el Perú (1875).
- Santa Rosa (1886), estudio bibliográfico, fragmento de la obra Literatura Peruana que dejó inconclusa.
- Revista Hogar (1895), fundada junto a Carlos Paz Soldán, para el público juvenil y femenino.